# Långt bortom bergen
Långt bortom bergen är ett samlingsalbum från 1997 av den svenska pop- och countrysångaren Kikki Danielsson. 

## Låtlista
1. Långt bortom bergen - 3.06
2. Det finns ingen annan än du - 3.13
3. Jag skall aldrig lämna dig - 2.59
4. Har du kommit för att stanna - 3.30
5. Som en sol - 3.10
6. En försvunnen värld - 2.49
7. Don't Forget to Remember - 3.21
8. Vad som händer - 2.49
9. Vet du vad jag vet - 3.06
10. Vi har hunnit fram till refrängen - 2.30
11. Du är solen i mitt liv - 3.34
12. Kom tillbaka igen - 3.20
13. Någon där uppe - 3.15
14. I'm Gonna Knock on Your Door - 2.09
15. Sången från bergen - 3.23
16. Blå vackra ögon - 3.01
17. Du och jag - 3.34
18. Det bästa med mitt liv - 2.59
19. Ung. blåögd och blyg - 3.10
20. I mitt hjärta - 3.09

### Fotnoter
1. ↑  ”Danswebb”. Arkiverad från originalet den 25 maj 2012. http://archive.is/2012.05.25-123628/http://www.dans-web.nu/skivor/index.php?pid=view&ref_cd=168. Läst 9 juni 2011.